# Laurens Looije
Laurens Christiaan Looije (Den Haag, 12 januari 1973) is een Nederlandse atleet, die zich heeft gespecialiseerd in het polsstokhoogspringen. Hij is meervoudig Nederlands kampioen in deze discipline. Hij vertegenwoordigde Nederland eenmaal op de Olympische Spelen, maar won hierbij geen medaille.

## Biografie

### Wereldkampioen bij de junioren
Looije verwierf binnen de atletiekwereld wereldfaam door in 1992 wereldkampioen polsstokhoogspringen bij de junioren te worden in Seoel. Looije is daarmee de eerste Nederlandse atleet die ooit zo'n wereldtitel veroverde. Hij behaalde zijn overwinning met een sprong van 5,45 m, een Nederlands jeugdrecord.
In 1996 maakte Laurens Looije deel uit van de Nederlandse ploeg die was afgevaardigd naar de Olympische Spelen in Atlanta. Op zijn favoriete nummer bleef hij in de voorrondes steken op 5,40, waarmee hij zich niet kwalificeerde voor de finale.

### Brons op Universiade
Op de Universiade in Peking in 2001 won Laurens Looije met een sprong van 5,60 een bronzen medaille.
Op de Europese kampioenschappen van 2006 in Göteborg werd hij met een sprong van 5,50 achtste.

### Bij politie in topsportselectie
In 2007 werd hij tweede op de Nederlandse kampioenschappen met een sprong van 5,32. In zijn laatste poging kwam hij niet over 5,47. In het najaar werd bekendgemaakt, dat Laurens Looije in dienst was getreden bij de topsportselectie van de politie. Op 34-jarige leeftijd begon de polsstokhoogspringer in Apeldoorn aan een opleiding voor de recherche. Op 5 november 2007 werd hij beëdigd. 'Mij biedt dit de kans om mijn sportcarrière op een goede manier voort te zetten. Het gaat momenteel bijzonder goed en ik hoop daarom me te kwalificeren voor de Spelen', lichtte Looije zijn beslissing toe. De topsportselectie van de politie bestaat nu uit 18 mensen.
Die kwalificatie kwam er overigens niet. In 2008 kwam Looije niet hoger dan 5,32, een hoogte die hij overwon tijdens de Nederlandse kampioenschappen in Amsterdam en waarmee hij derde werd achter Rens Blom (1e met 5,47) en Christian Tamminga (2e met 5,42).

## Kampioenschappen

### Internationale kampioenschappen
| Onderdeel            | Titel                   | Jaar |
| -------------------- | ----------------------- | ---- |
| polsstokhoogspringen | wereldkampioen junioren | 1992 |
|                      | Israëlisch kampioen     | 2003 |

### Nederlandse kampioenschappen
Outdoor
| Onderdeel            | Jaar                         |
| -------------------- | ---------------------------- |
| polsstokhoogspringen | 1994, 1996, 1997, 1998, 1999 |

Indoor
| Onderdeel            | Jaar                                                 |
| -------------------- | ---------------------------------------------------- |
| polsstokhoogspringen | 1992, 1993, 1994, 1995, 1996, 1997, 1999, 2006, 2008 |

## Persoonlijke records
Outdoor
| Onderdeel            | Prestatie | Datum           | Plaats   |
| -------------------- | --------- | --------------- | -------- |
| polsstokhoogspringen | 5,71 m    | 1 augustus 1998 | Hechtel  |
| verspringen          | 7,62 m    | 23 april 1995   | Den Haag |

Indoor
| Onderdeel            | Prestatie | Datum            | Plaats   |
| -------------------- | --------- | ---------------- | -------- |
| polsstokhoogspringen | 5,65 m    | 18 februari 2006 | Gent     |
| verspringen          | 7,55 m    | 4 februari 1996  | Den Haag |

## Palmares

### polsstokhoogspringen
- 1992:  NK indoor - 5,20 m
- 1992:  WK U20 - 5,45 m
- 1993:  NK indoor - 5,50 m
- 1993: 9e kwal. WK indoor - 5,30 m
- 1994:  NK indoor - 5,30 m
- 1994:  NK - 5,25 m
- 1995:  NK indoor - 5,40 m
- 1996:  NK indoor - 5,50 m
- 1996:  NK - 5,60 m
- 1996:  Europacup C in Oordegem - 5,50 m
- 1996: 23e in kwal. OS - 5,40 m
- 1997:  NK indoor - 5,40 m
- 1997:  NK - 5,30 m
- 1997:  Europacup B in Dublin - 5,55 m
- 1997: 12e in kwal. WK - 5,30 m
- 1998:  NK indoor - 5,30 m
- 1998:  NK - 5,60 m
- 1999:  NK indoor - 5,50 m
- 1999:  NK - 5,60 m
- 2000:  NK - 5,40 m
- 2001:  NK indoor - 5,25 m
- 2001:  NK - 5,35 m
- 2001:  Universiade - 5,60 m
- 2002:  NK - 5,40 m
- 2003:  NK - 5,40 m
- 2003:  Open Israëlische kamp. - 5,30 m
- 2004:  NK - 5,62 m
- 2005:  NK indoor - 5,40 m
- 2005: 8e in kwal. EK indoor - 5,40 m
- 2005:  NK - 5,55 m
- 2006:  NK indoor - 5,65 m
- 2006: 14e in kwal. WK indoor - 5,45 m
- 2006: 8e EK - 5,50 m
- 2007:  NK - 5,32 m
- 2008:  NK indoor - 5,40 m
- 2008:  NK - 5,32 m

### verspringen
- 1995:  NK indoor - 7,50 m
- 1996:  NK indoor - 7,38 m
- 1998:  NK indoor - 7,51 m

## Onderscheidingen
- KNAU jeugdatleet van het jaar (Albert Spree-Beker) - 1992